# Enrico Pepe
Enrico Pepe (Vico Equense, 12 novembre 1989) è un calciatore italiano naturalizzato maltese, difensore del Marsaxlokk e della nazionale maltese.

## Biografia
Nel 2020, avendo vissuto continuativamente per almeno 5 anni a Malta, criterio che secondo le norme FIFA consente la naturalizzazione di un giocatore, ottiene la cittadinanza maltese per meriti sportivi.

## Caratteristiche tecniche
È un difensore centrale.

## Carriera

### Club
Inizia a giocare a calcio nelle giovanili della Salernitana, che nel 2007 lo cede in prestito per una stagione al Campobasso, in Serie D. Nel 2008 torna a Salerno, venendo aggregato all'organico della prima squadra. Esordisce in Serie B il 10 gennaio 2009 in Bari-Salernitana (1-0). Il 31 gennaio 2011 passa in prestito al Siracusa, in Lega Pro Prima Divisione.
Il 16 agosto 2011 viene ingaggiato dalla Paganese, che il 2 gennaio 2014 lo cede al Messina. Nel 2015 si trasferisce a Malta, accordandosi con il Floriana. Il 29 giugno 2017 esordisce nelle competizioni europee in Stella Rossa-Floriana (3-0), incontro preliminare valido per l'accesso alla fase a gironi di UEFA Europa League. Il 30 luglio 2018 viene tesserato dall'Ħamrun Spartans. Il 26 giugno 2019 firma un triennale con il Birkirkara.
Al termine della stagione 2023-2024 viene ingaggiato dallo Gżira Utd. Dopo una sola stagione, nel luglio 2025 sigla un contratto con il Marsaxlokk.

### Nazionale
Esordisce con la nazionale maltese il 6 settembre 2020 contro la Lettonia (1-1), incontro valido per la fase a gironi di UEFA Nations League.

## Statistiche

### Presenze e reti nei club
Statistiche aggiornate al 16 dicembre 2023.
| Stagione           | Squadra            | Campionato         | Campionato | Campionato | Coppe nazionali | Coppe nazionali | Coppe nazionali | Coppe continentali | Coppe continentali | Coppe continentali | Altre coppe | Altre coppe | Altre coppe | Totale | Totale |
| Stagione           | Squadra            | Comp               | Pres       | Reti       | Comp            | Pres            | Reti            | Comp               | Pres               | Reti               | Comp        | Pres        | Reti        | Pres   | Reti   |
| ------------------ | ------------------ | ------------------ | ---------- | ---------- | --------------- | --------------- | --------------- | ------------------ | ------------------ | ------------------ | ----------- | ----------- | ----------- | ------ | ------ |
| 2007-2008          | Campobasso         | D                  | 14         | 0          | CI-D            | 4               | 0               | -                  | -                  | -                  | -           | -           | -           | 18     | 0      |
| 2008-gen. 2009     | Salernitana        | B                  | 1          | 0          | CI              | 0               | 0               | -                  | -                  | -                  | -           | -           | -           | 1      | 0      |
| gen.-giu. 2009     | Cassino            | 2D                 | 13         | 0          | CI-LP           | -               | -               | -                  | -                  | -                  | -           | -           | -           | 13     | 0      |
| 2009-2010          | Salernitana        | B                  | 15         | 1          | CI              | 0               | 0               | -                  | -                  | -                  | -           | -           | -           | 15     | 1      |
| 2010-gen. 2011     | Salernitana        | 1D                 | 1          | 0          | CI+CI-LP        | 0               | 0               | -                  | -                  | -                  | -           | -           | -           | 1      | 0      |
| Totale Salernitana | Totale Salernitana | Totale Salernitana | 17         | 1          |                 | 0               | 0               |                    | -                  | -                  |             | -           | -           | 17     | 1      |
| gen.-giu. 2011     | Siracusa           | 1D                 | 6          | 0          | CI-LP           | -               | -               | -                  | -                  | -                  | -           | -           | -           | 6      | 0      |
| 2011-2012          | Paganese           | 2D                 | 27+2       | 1          | CI-LP           | 2               | 0               | -                  | -                  | -                  | -           | -           | -           | 31     | 1      |
| 2012-2013          | Paganese           | 1D                 | 19         | 0          | CI+CI-LP        | 1+0             | 0               | -                  | -                  | -                  | -           | -           | -           | 20     | 0      |
| 2013-gen. 2014     | Paganese           | 1D                 | 12         | 0          | CI+CI-LP        | 1+0             | 0               | -                  | -                  | -                  | -           | -           | -           | 13     | 0      |
| Totale Paganese    | Totale Paganese    | Totale Paganese    | 58+2       | 1          |                 | 4               | 0               |                    | -                  | -                  |             | -           | -           | 64     | 1      |
| gen.-giu. 2014     | Messina            | 2D                 | 14         | 0          | CI-LP           | -               | -               | -                  | -                  | -                  | SL-2D       | 1           | 0           | 15     | 0      |
| 2014-2015          | Messina            | LP                 | 18+2       | 0          | CI+CI-LP        | 1+1             | 0               | -                  | -                  | -                  | -           | -           | -           | 22     | 0      |
| Totale Messina     | Totale Messina     | Totale Messina     | 32+2       | 0          |                 | 2               | 0               |                    | -                  | -                  |             | 1           | 0           | 37     | 0      |
| 2015-2016          | Floriana           | PL                 | 26         | 0          | CM              | 2               | 0               | -                  | -                  | -                  | -           | -           | -           | 28     | 0      |
| 2016-2017          | Floriana           | PL                 | 27         | 1          | CM              | 4               | 1               | -                  | -                  | -                  | -           | -           | -           | 31     | 2      |
| 2017-2018          | Floriana           | PL                 | 25         | 0          | CM              | 0               | 0               | UEL                | 2                  | 0                  | SM          | 1           | 0           | 28     | 0      |
| Totale Floriana    | Totale Floriana    | Totale Floriana    | 78         | 1          |                 | 6               | 1               |                    | 2                  | 0                  |             | 1           | 0           | 87     | 2      |
| 2018-2019          | Ħamrun Spartans    | PL                 | 26         | 0          | CM              | 1               | 0               | -                  | -                  | -                  | -           | -           | -           | 27     | 0      |
| 2019-2020          | Birkirkara         | PL                 | 18         | 1          | CM              | 3               | 0               | -                  | -                  | -                  | -           | -           | -           | 21     | 1      |
| 2020-2021          | Birkirkara         | PL                 | 16         | 0          | CM              | 1               | 1               | -                  | -                  | -                  | -           | -           | -           | 17     | 1      |
| 2021-2022          | Birkirkara         | PL                 | 17+4       | 0+1        | CM              | 3               | 0               | UECL               | 4                  | 0                  | -           | -           | -           | 28     | 1      |
| 2022-2023          | Birkirkara         | PL                 | 20         | 0          | CM              | 2               | 0               | -                  | -                  | -                  | -           | -           | -           | 22     | 0      |
| 2023-2024          | Birkirkara         | PL                 | 21         | 0          | CM              | 4               | 0               | UECL               | 2                  | 0                  | SM          | 1           | 0           | 28     | 0      |
| Totale Birkirkara  | Totale Birkirkara  | Totale Birkirkara  | 82         | 2          |                 | 9               | 1               |                    | 6                  | 0                  |             | 1           | 0           | 116    | 3      |
| Totale carriera    | Totale carriera    | Totale carriera    | 330        | 5          |                 | 22              | 2               |                    | 8                  | 0                  |             | 3           | 0           | 363    | 7      |

### Cronologia presenze e reti in nazionale
| Cronologia completa delle presenze e delle reti in nazionale ― Malta | Cronologia completa delle presenze e delle reti in nazionale ― Malta | Cronologia completa delle presenze e delle reti in nazionale ― Malta | Cronologia completa delle presenze e delle reti in nazionale ― Malta | Cronologia completa delle presenze e delle reti in nazionale ― Malta | Cronologia completa delle presenze e delle reti in nazionale ― Malta | Cronologia completa delle presenze e delle reti in nazionale ― Malta | Cronologia completa delle presenze e delle reti in nazionale ― Malta |
| Data                                                                 | Città                                                                | In casa                                                              | Risultato                                                            | Ospiti                                                               | Competizione                                                         | Reti                                                                 | Note                                                                 |
| -------------------------------------------------------------------- | -------------------------------------------------------------------- | -------------------------------------------------------------------- | -------------------------------------------------------------------- | -------------------------------------------------------------------- | -------------------------------------------------------------------- | -------------------------------------------------------------------- | -------------------------------------------------------------------- |
| 6-9-2020                                                             | Ta' Qali                                                             | Malta                                                                | 1 – 1                                                                | Lettonia                                                             | UEFA Nations League 2020-2021 - 1º turno                             | -                                                                    |                                                                      |
| 27-3-2021                                                            | Trnava                                                               | Slovacchia                                                           | 2 – 2                                                                | Malta                                                                | Qual. Mondiali 2022                                                  | -                                                                    |                                                                      |
| 30-3-2021                                                            | Fiume                                                                | Croazia                                                              | 3 – 0                                                                | Malta                                                                | Qual. Mondiali 2022                                                  | -                                                                    |                                                                      |
| 1-9-2021                                                             | Ta' Qali                                                             | Malta                                                                | 3 – 0                                                                | Cipro                                                                | Qual. Mondiali 2022                                                  | -                                                                    |                                                                      |
| 4-9-2021                                                             | Lubiana                                                              | Slovenia                                                             | 1 – 0                                                                | Malta                                                                | Qual. Mondiali 2022                                                  | -                                                                    | 43’                                                                  |
| 8-10-2021                                                            | Ta' Qali                                                             | Malta                                                                | 0 – 4                                                                | Slovenia                                                             | Qual. Mondiali 2022                                                  | -                                                                    |                                                                      |
| 11-10-2021                                                           | Larnaca                                                              | Cipro                                                                | 2 – 2                                                                | Malta                                                                | Qual. Mondiali 2022                                                  | -                                                                    |                                                                      |
| 11-11-2021                                                           | Ta' Qali                                                             | Malta                                                                | 1 – 7                                                                | Croazia                                                              | Qual. Mondiali 2022                                                  | -                                                                    | 79’                                                                  |
| 29-3-2022                                                            | Ta' Qali                                                             | Malta                                                                | 2 – 0                                                                | Kuwait                                                               | Amichevole                                                           | -                                                                    |                                                                      |
| 1-6-2022                                                             | Ta' Qali                                                             | Malta                                                                | 0 – 1                                                                | Venezuela                                                            | Amichevole                                                           | -                                                                    | 9’ 46’                                                               |
| 5-6-2022                                                             | Serravalle                                                           | San Marino                                                           | 0 – 2                                                                | Malta                                                                | UEFA Nations League 2022-2023 - 1º turno                             | -                                                                    | 90’                                                                  |
| 9-6-2022                                                             | Ta' Qali                                                             | Malta                                                                | 1 – 2                                                                | Estonia                                                              | UEFA Nations League 2022-2023 - 1º turno                             | -                                                                    |                                                                      |
| 12-6-2022                                                            | Ta' Qali                                                             | Malta                                                                | 1 – 0                                                                | San Marino                                                           | UEFA Nations League 2022-2023 - 1º turno                             | -                                                                    |                                                                      |
| 23-9-2022                                                            | Tallinn                                                              | Estonia                                                              | 2 – 1                                                                | Malta                                                                | UEFA Nations League 2022-2023 - 1º turno                             | -                                                                    |                                                                      |
| 27-9-2022                                                            | Ta' Qali                                                             | Malta                                                                | 2 – 1                                                                | Israele                                                              | Amichevole                                                           | -                                                                    | 74’                                                                  |
| 17-11-2022                                                           | Ta' Qali                                                             | Malta                                                                | 2 – 2                                                                | Grecia                                                               | Amichevole                                                           | -                                                                    | 41’                                                                  |
| 20-11-2022                                                           | Ta' Qali                                                             | Malta                                                                | 0 – 1                                                                | Irlanda                                                              | Amichevole                                                           | -                                                                    | 51’                                                                  |
| 6-9-2023                                                             | Ta' Qali                                                             | Malta                                                                | 1 – 0                                                                | Gibilterra                                                           | Amichevole                                                           | -                                                                    | 27’ 62’                                                              |
| 12-9-2023                                                            | Ta' Qali                                                             | Malta                                                                | 0 – 2                                                                | Macedonia del Nord                                                   | Qual. Euro 2024                                                      | -                                                                    |                                                                      |
| 14-10-2023                                                           | Bari                                                                 | Italia                                                               | 4 – 0                                                                | Malta                                                                | Qual. Euro 2024                                                      | -                                                                    |                                                                      |
| 17-10-2023                                                           | Ta' Qali                                                             | Malta                                                                | 1 – 3                                                                | Ucraina                                                              | Qual. Euro 2024                                                      | -                                                                    |                                                                      |
| 17-11-2023                                                           | Londra                                                               | Inghilterra                                                          | 2 – 0                                                                | Malta                                                                | Qual. Euro 2024                                                      | -                                                                    |                                                                      |
| 21-3-2024                                                            | Ta' Qali                                                             | Malta                                                                | 2 – 2                                                                | Slovenia                                                             | Amichevole                                                           | -                                                                    | 46’ 74’                                                              |
| 26-3-2024                                                            | Ta' Qali                                                             | Malta                                                                | 0 – 0                                                                | Bielorussia                                                          | Amichevole                                                           | -                                                                    |                                                                      |
| 7-6-2024                                                             | Grödig                                                               | Rep. Ceca                                                            | 7 – 1                                                                | Malta                                                                | Amichevole                                                           | -                                                                    | 49’                                                                  |
| 14-11-2024                                                           | Ta' Qali                                                             | Malta                                                                | 2 – 0                                                                | Liechtenstein                                                        | Amichevole                                                           | -                                                                    | 42’ 61’                                                              |
| 19-11-2024                                                           | Ta' Qali                                                             | Malta                                                                | 0 – 0                                                                | Andorra                                                              | UEFA Nations League 2024-2025 - 1º turno                             | -                                                                    | 25’                                                                  |
| 21-3-2025                                                            | Ta' Qali                                                             | Malta                                                                | 0 – 1                                                                | Finlandia                                                            | Qual. Mondiali 2026                                                  | -                                                                    | 83’                                                                  |
| 24-3-2025                                                            | Varsavia                                                             | Polonia                                                              | 2 – 0                                                                | Malta                                                                | Qual. Mondiali 2026                                                  | -                                                                    | 83’                                                                  |
| 7-6-2025                                                             | Ta' Qali                                                             | Malta                                                                | 0 – 0                                                                | Lituania                                                             | Qual. Mondiali 2026                                                  | -                                                                    |                                                                      |
| Totale                                                               |                                                                      | Presenze                                                             | 30                                                                   |                                                                      | Reti                                                                 | 0                                                                    |                                                                      |

## Palmarès

### Club

#### Competizioni nazionali
- Lega Pro Seconda Divisione: 1

Messina: 2013-2014 (Girone B)
- Coppa di Malta: 2

Floriana: 2016-2017
Birkirkara: 2022-2023
- Supercoppa di Malta: 1

Floriana: 2017